# Бегликташ
Бегликташ или Беглик Таш е разположен на Българското Черноморие на 5 km от гр. Приморско и 40 km от гр. Бургас в полите на планината Странджа.
Обектът се намира в близост до долината на река Зигра и представлява естествен скален ансамбъл от сиенитни блокове с различни размери и форма, образувани in situ в резултат от сферичното изветряне на скалите на Росенския плутон и същевременно е едно от най-големите праисторически мегалитни светилища на територията на България. Общата площ – централната част на обекта заема площ около 8 декара.
Бегликташ е засегнат от Бургаските каменни мини, поради което изследователите проучвали светилището отбелязват, че културните пластове са силно разрушени и разбъркани от свличане на скална маса и ерозия. Социализирането на Светилището като обект за културен туризъм започва едва през 2003 година. Достъпът до обекта през 1970-те и 1980-те години е бил невъзможен, тъй като теренът е влизал в границите на ловната резиденция „Перла“, използвана от Тодор Живков и УБО. Частичните археологически проучвания на  централната част на обекта започват едва през 2001 г. и са ръководени от българските археолози Цоня Дражева (1954 – 2013) и Димитър Недев.

## Произход на името
Топонимът „Беглик таш“ идва от турски език, като „беглѝк“ означава „данък в натура за феодалния владетел (бей) в Османската империя“, а „таш“ – камък. Преди Освобождението на България от османска власт, българските пастири от околните странджански села плащали данъците си във вид на добитък. Животните са били отвеждани в местността, където на големите камъни властите „събирали данъка“.

## Откритие
Бегликташ е известен на българската археологическа наука още от теренните обхождания на Карел Шкорпил в България, осъществени в годините след Освобождението на страната от османска власт. Шкорпил отбелязва, че до Маслен нос, близо до село Кюприя (сегашен град Приморско), на връх Китка, се намира скален връх, наречен от него „Апостол Таш“. Той описва обекта като скален блок с особена сърцеобразна форма, поставен наопаки върху скалната почва. През 1972 – 1973 г. в рамките на Ареологиеческата експедиция „Аполония – Странджа“ под ръководството на проф.Александър Фол и проф.Иван Венедиков, обектът е посетен отново, като са описани изкуствените кръгли вдлъбнатини под блока в скалата. Експедицията документира и скален блок с орехообразна форма, с диаметър 12 m, положен върху други блокове като покрив на огромен долмен, под който може да се премине.
Обектът остава неизвестен извън научните среди близо сто години, когато едва през 2002 – 2004 г. българската археоложка Цоня Дражева от Регионалния исторически музей гр. Бургас с минимално финансиране предприема археологически разкопки на древното светилище. За три години екипът ѝ почиства и връща по предполагаемите им места падналите мегалити. През 2005 г. археологическото проучване е спряно поради липса на средства.

## Датиране
Според екипа от археолози, извършил сондажите на светилището, по намерените находки (керамика, римски монети, животински кости) – най-ранните артефакти датират от VII – V век пр. Хр. в късната Бронзова епоха, а тези от по-късни епохи от IV – II век пр. Хр. до IV век сл. Хр. Цоня Дражева предполага, че светилището е функционирало без прекъсване близо 2000 години – от XV век пр. Хр. до IV в., когато дейността му вероятно е прекратена от настъпващото Християнство. Поради огромният мащаб на светилищната територия е трудно светилището да бъде датирано еднозначно. Голяма е вероятността сакралното място да е много по-ранна датировка – още от Новокаменната или Каменно-медната епоха.

## Разположение
Бегликташ е в непосредствена близост до руините на древно поселение, за което се предполага, че е селището Ранули, в околностите на резерват „Ропотамо“, по хребета на Маслен нос, на около 210 метра н.в. и на 5 км от гр. Приморско. Обектът е разположен на най-високата част на Маслен нос, издаден в морето между залива Св. Параскева и залива Зигра в границите на ловно стопанство Аркутино. Целият мегалитен комплекс е разположен на площ от 12 дка.
Проучената част от светилището се състои се от централна част и два кръга от по-малки структури около нея с обща площ около 6 дка. Големите скални валуни са частично обработени от човешка ръка и подредени в уникални конфигурации. В плоските скали са изсечени каменни кръгове, ямки, вани и стъпки. Жилищната сграда и култовите огнища допълват доказателствата за човешка дейност на мястото. Учените са установили, че Бегликташ е изграден от тракийското племе на скримианите, които населяват този регион от Странджа в древността и имат славата на едни от най-добрите металурзи в пределите на Древна Тракия.
През второто хилядолетие пр. Хр. (но вероятно и много по-рано) тракийското племе на скримианите подреждат някои от скалните късове, за да съградят своеобразно сакрално пространство, посветено на Богинята-Майка и нейния син – Бога-Слънце (Загрей/Аполон/Дионис). Много от големите мегалитни валуни са с тегло до около 100 тона. В подредените мегалитни конфигурации те имат точно определено място и са подчинени на специфична символика.
Като разположение заема централно място в региона – намира се на кръстопът, сключен между пътищата, свързващи устието на река Ропотамо с днешно Приморско, и древния град Ранули с пристанищния залив Св. Параскева. Макар че е високо по склоновете на планината, близостта до морето е решаващ фактор в историческото развитие на това място. Благодарение на лесния достъп и известността си, през различните епохи на своето съществуване е посещавано от траки, гърци и римляни.
Според откритите археологически находки се счита, че светилището е съградено през 14 век пр.н.е., като функционира до 5 век. По своята същност мястото е изпълнявало подобни функции, каквито изпълняват манастирите в наши дни.

## Археологически проучвания
Археологическото проучване на обекта започва през 2002 г., като ръководители на екипа от Регионален исторически музей, гр. Бургас, са Цоня Дражева и Димитър Недев.
Археолозите установяват че, светилището е разположено върху полегатата, най-висока част на нос Беглик таш (в непосредствена близост до най-високия връх в околността – връх Китка), като така е спазен принциът на древните траки за избор на място – възвишение/хълм или плато с много добър контакт с най-високия връх – за максимално „приближаване до небесното“. Светилището има отлична видимост към „външния свят“ – в случая морето от север и изток, а от запад и юг е защитено от планинската верига на Приморската планина. Култовото място, което траките са избрали, е уникално със специфичните скалисти форми, които са резултат от древна вулканична дейност от кратера на угаснал вулкан на връх Китка. Техните живописни форми напълно се вписват в религиозните им представи за планината (дървото на живота) – скалата като модел на света, на връзката на Земята с Космоса, като място за съжителство на соларните и хтонични божества.
При археологически разкопки през 2002 – 2004 г. са открити много артефакти: глинени съдове, каменни оръдия на труда и оръжия, кремъци, монети и др., които доказват, че светилището е ползвано от средата на второто хилядолетие преди Христа и е изоставено в началото на ІV век след Хр. Липсата на по-късно строителство върху него е запазила културните пластове и сакралните елементи в техния първоначален вид.
През 2002 г. на обекта са регистрирани останки от постройка с глинобитни стени. Най-характерното съоръжение за този обект обаче са четири големи скални къса, частично обработени и монтирани на място като менхири; регистриран е и долмен с големи размер. Освен тях на обекта се наблюдават още разнообразни скални изсичания: изсечени вани и улеи; каменни кръгове; две „Маркови стъпки“ (разположени в двата края на централната площадка на различна височина); канали; улеи; соларни символи; ромбоиди; стъпала и др. (изсечени върху основната скала на централната площадка). Шест дупки за дървени подпори разположени П-образно (между т.нар. малък долмен и високия „Марков камък“); Бъбрековиден камък оформен като трон с издялана седалка и подлакътници (в централната част на ограденото с дървените подпори пространство).
На светилището са разкрити различни археологически материали датиращи от късната бронзова, ранната желязна и късната желязна епоха, Античността до началото на ІV век сл. Хр. Това са основно фрагменти от глинени съдове (във вътрешното пространство на големия долмен и пред входа му), глинени идоли, каменни брадви, топори, кремъци и животински кости, обработвани с огън.
През 2003 г. археолозите търсят пещерни ниши – т.нар. „скитове“. Тезата на Цоня Дражева е, че тъй като нестинарските села в Странджа са разположени около мегалитни светилища, най-вероятно нестинарите са обслужвали именно тези светилища. По разкази на местните жители от гр. Приморско, на поляната непосредствено пред светилището са се изпълнявали нестинарски ритуали до 1956 г., когато теренът е одържавен и е започнало изграждането на „Перла“. Базирайки се на данните за нестинарските ритуали и очевидните изкуствени издълбавания по повечето мегалитни валуни в околността, още в началото на своето археологическо проучване Дражева и Недев стигат до заключението, че светилището е свързано с почитането на Бога-Слънце и Великата Богиня-майка и че територията му е служела за сцена на мистериалната обредност на Тракийския Орфизъм. Тезата на Цоня Дражева е, че това е светилище, свързано с най-стария култ към Богинята-Майка и Бога-Слънце във фазите на техния брак. Работейки по обекта, научният екип стъпка по стъпка възстановява древния ритуал на сцената на светилището, където е регистрирана изсечена в скалната площадка пътека за вход, дълга 12 m., а вляво от входа по пътеката се стига до „брачно ложе“, подредено (или оформено) от големите скални късове in situ. До него археолозите почистват скално-изсечени вани, в които са се изливали следните свещени течности за извършване на ритуали – вода, мляко, растително масло и вино. От четирите начала се създава Космосът – водата символизира водните стихии, млякото е символ на въздуха, растителното масло – на огъня и виното – символизира земята. Според Дражева така древните пресъздавали космически модел на света и представите си за него. Богът Слънце през деня е светлина, а през нощта – огън. Така нестинарите посредством ритуалите, които изпълняват, затварят цикъла в природата.
През 2004 г. екипът от археолози, ръководени от Дражева и Недев, изцяло проучва централната част на светилището, заемаща обща площ от 350 m² В тази част археолозите регистрират два жертвени камъка, разположени един срещу друг и разположени в посока север-юг – т.нар. „ложе“ и голяма четириъгълна вана, събираща водите от изсечени в основната скала радиални канали. Разчистването на отделните структури около нея: соларни символи, по-малки кръгли вани, изсечени в скалата седалки и др., дава възможност за реконструиране на ходовата линия вътре в култовото пространство и редуциране на местата за култовите практики с вода и дароприношения.
Разчистен е входът на светилището от запад и проходът от него към централната култова площадка с ширина 2,4 m. и дължина 8 m. – оформени при стъпаловидно изсичане на основната скала, странично отводнявана с плитки канали за оттичане на повърхностните води.
При проучването на южната част на централната площадка пред челата на двата жертвени камъка бяха открити четири култови огнища – есхари. Находките върху отухлената от силния огън глинена замазка – главно глинени съдове, амфори, животински кости, каменни сечива и кремъчни ядра, са били натрошавани ритуално. Най-общо те се датирани между VІІІ-V век пр. Хр. Извън централната част на светилището на 60 m. източно от т.нар. голям долмен, е открита сграда с дължина 11,3 м и ширина 9,2 м. Тя е с правоъгълна форма, като в западната ѝ част за стена е използвана голяма скала. Разчистени са жлебовете за носещите подпорни греди на скатния покрив, които са лягали върху горната част на скалата. Градежът на зидовете е от ломен камък на суха спойка. Подът е бил покрит с квадратни тухли, а при вътрешната страна на основите са открити фрагментирани керемиди от покрива. Пред източната стена са разчистени два вкопани питоса, изцяло натрошени от тежестта на строителния насип. Местонахождението на сградата в най-вътрешната и защитена част на светилището предполага нейното по-специално значение в общата му структура, което е изисквало по-добра защита и ограничен достъп на външни посетители. Находките – главно фрагментирана керамика, каменни сечива и две римски бронзови монети, датират използването на сградата в периода от ІІ до началото на ІV век пр. Хр.
Запазените сакрални елементи карат археолозите да дойдат до заключението, че Бегликташ е реализация на универсалния модел на вярата, свързана с почитането на Бога Слънце и Богинята Майка.
Екипът, работил по археологическото проучване на археологическия обект Бегликташ между 2001 – 2003 г., е в следния състав:
- Научен ръководител на археологическите проучвания – Цоня Дражева (Регионален исторически музей гр.Бургас)
- Заместник-ръководител – Димитър Недев (Археологически музей Созопол)
- Консултант – д-р Кръстина Панайотова (АИМ при БАН)
- Допълнителни консултанти – проф. Иван Маразов и доц. Татяна Шалганова (НБУ, София)

В разкопките са взели участие и студенти от СУ ”Св. Климент Охридски”, ВТУ ”Св. св. Кирил и Методий”, НБУ и БСУ – Клуб по спелеология.
Археологическите разкопки са осъществени и с изключителната подкрепа на Община Приморско.
Археологическият обект Бегликташ е проучен в много малка степен от българските археолози, въпреки усилията, които Цоня Дражева и екипът ѝ полагат между 2001 и 2005 година. Мястото привлича много туристи и любители археолози. Все още е спорно да се твърди докъде точно се простират границите на светилището. По голяма част от мегалитните валуни разположени между нос Бегликташ и река Ропотамо личат следи от изкуствена обработка по скалните повърхности. На същата тази територия археолозите са регистрирали около петнадесет на брой долмена. Инж.Любомир Цонев в проекта Балкански мегалити споменава за три от древните съоръжения.

## Предназначение
Археолозите са изработили следния общ план за разположението на обектите в светилището и тяхното предназначение (като трябва да се има предвид, че на този етап от проучеността на светилището, предназначението на обектите в светилището са предмет на доказване и научна обосновка, тъй като става въпрос за научна интерпретация):
1. Вход – ориентиран на югозапад, в неразкритата си част продължава на запад. Той маркира главната ос изток-запад, около която са разположени основните обекти.
2. Брачно ложе – представлява камък, оформен като легло, своеобразните възглавници са ориентирани на изток. Скални отпечатъци са създадени, за да удостоверят присъствието на Бога и да докажат неговата поява. Те са характерни за религиозната символика на древните и идват от далечни времена, когато божествата нямали собствен облик. Реликвите обаче сочат, че между тях е съществувало някакво единение. Брачно ложе в най-източната част на каменния кръг е свидетелство за това. Върху него, според археолозите, жрецът и жрицата ритуално представяли брака между Бога Слънце и Богинята Майка в нощта преди лятното слънцестоене.
3. Жертвеник – върху монолитната скала са издълбани ямички, за които се предполага, че са използвани за култови нужди. В тях (според интерпретацията) са изливани четири свещени течности – вода, вино, мляко и растително олио.
4. Трон – предполага се че мястото е заемано от Върховния жрец, откъдето той е наблюдавал дароприношенията и ритуалните игри. Издълбаната в мегалитен валун седалка в древността е стояла върху една от големите скали, но в наши дни лежи на земята – вероятно съборена при земетресение или от иманяри.
5. Менхирът с издълбана стъпка на Бога Слънце – дължината ѝ е 0,80 m., а ширината – 0,40 m. Стъпката е прецизно ориентирана по посока изток-запад.
6. Свещена площадка – монолитната скала, върху която са положени главните елементи от светилището изобразяващи различни символи застъпващи мъжкото и женското начала в природата. Върху нея са издълбани и няколко щерни с различна форма, които събират дъждовна вода, според интерпретацията необходима за извършваните тук ритуали.
7. Стъпката на Богинята Майка – е свидетелство за присъствието и закрилата на Великата богиня.
8. Плеяди – е наименованието на шест броя ямки, издълбани в скалата на ритуалната площадка. Тяхното разположение напомня много на съзвездието Плеяди. (Предположението е на Цоня Дражева, която работи приживе по тази хипотеза, която все още не е доказана.)
9. Посечен камък – е станал обект на взривяване през 1950-те години, когато мястото е било ползвано за каменоломна и не малка част от различни сектори от мащабното светилище са подложени на унищожение.
10. Апостол Таш (сърцевидният камък) – огромният мегалит се крепи само на три точки, а между тях се оформя ниша, в която може да се лежи. През нишата преминават слънчевите лъчи на 22 юни – най-дългия ден в годината, което го прави своеобразен календар. Археолозите допускат, че валчестата скала е довлечена от древните, които после изсекли и нишата под нея.
11. Слънчев часовник е разделял деня на шест отрязъка. Мегалитната композиция се състои от 6 плоски камъка, разположени в северно от Апостол Таш, като сянката му пада върху различен камък в различните части на деня.
12. Главен долмен (Свещената пещера-утроба) – е висок 12 m., а дължината му е 9 m. Съоръжението наподобява утроба и според археолозите символизира женското начало. Формата му потвърждава теориите, че светилището е ползвано за обожествяване на Великата Богиня Майка. Според интерпретацията в утробата се извършва тайнството на раждането на Хероса, който след появата си, озарен от изгрева е под арката на Апостол Таш, посрещан от множество поклонници.
13. Лабиринт – според археолозите в своеобразния лабиринт от монолити в североизточната част на светилището са изпълнявани Орфически обреди. Лабиринтът е с два изхода – ляв, свързан със сакралното начало, и десен, който се асоциира с профанното в живота. Предположението на учените е, че лабиринтът е служел за гадаене на бъдещето. За да стигнат изходите, посвещаваните трябвало да преминат през няколко различни изпитания. Едно от тях е промушване през тесен процеп, между двете половини на мегалитен валун, разцепен на две, който е запазен. Скалният процеп е с височина 6 m. и варираща ширина от около 0.30 m. Предполага се, че само праведните и душевно чисти хора могат да минат през него.
14. Теменос (Къщата на оракула) – постройка, вероятно обитавана от жреческото съсловие, което е обслужвало светилището целогодишно – датирана от IV век сл. Хр. Предполага се че с настъпването на Християнството в Римската империя след V-VI век сл. Хр., духовният център се е преместил на север в залива Света Параскева, където е изграден християнски манастир с патрон Света Параскева.

## Фотогалерия
- Общ изглед на светилището
- „Апостол Таш“
- „Брачното ложе“
- „Тунелът на праведните“
- „Посеченият камък“
- „Тронът“
- Свещената площадка (фрагмент)
- „Слънчевият часовник“
- Долменът „Свещената пещера“ – един от най-големите на територията на България
- Свещената площадка (поглед от т.нар. „менхир“)
- „Главният долмен“
- Пътеката към „Лабиринта“
- Валуни натрошени за павета
- Изкуствено оформени издълбавания
- Лъвската глава /над река Ропотамо/

## Свързаност с други археологически обекти
Мегалитните паметници в Странджа и Сакар са сравнително слабо проучени. За първи път те се появяват в публикациите на братя Шкорпил, а впоследствие са проучвани от Георги Бончев и Васил Миков.
Едва в началото на 1970-те години голяма част от паметниците са описани и изследвани от Националната научноизследователска координационна програма „Странджа-Сакар“, създадена от проф.Александър Фол. В резултат от експедициите на неговия екип са частично проучени тракийските крепости и селища в Странджа, които се намират в непосредствена близост до Бегликташ и са били несъмнено свързани със светилището и древнотракийските племена, обитавали района. Проучванията в североизточните поли на планината Странджа установяват, че крепостите по Меден рид са строени и използвани от траките най-общо през I хил. пр. Хр. Укрепленията са строени по най-високите върхове на централното било, простиращо се от Маслен нос до нос Атия. Благодарение на това между тях има отлични видимост и пътна връзка. Древните имена на крепостите са все още неизвестни на учените, ето защо археолозите са възприели за техни наименования тези, дадени им от местното население. Меден рид е ненаселен, като голяма част от територията му е останала извън обхвата на стопанските дейности на околните съвременни селища, благодарение на което съоръженията и крепостите са сравнително добре запазени.
- Крепостта при Маслен нос – представлява стена, преграждаща едноименния нос в най-тясната му част откъм континента – бреговете на носа са високи, отвесни пропасти и не е било нужно да бъдат укрепвани. Стената е изградена от ломен камък без спойка с дебелина от 2,20 до 2,80 m. Следи от вход са регистрирани в южната част, в незастроеното място между стената и пропастта, така всеки неприятел, опитващ се да проникне в крепостта, ще бъде атакуван от бранителите по почти цялото протежение на стената. Откъслечни сведения за крепостта са запазени от Римската епоха. Според Псевдоскимнос и Страбон държавната територия на Аполония обхващала крайбрежната ивица на юг от нос Тиниада (днешна Инеада, Турция), следователно най-късно през V век пр. Хр. тази крепост става притежание на Аполония, Ариан съобщава, че през II век сл. Хр. тук е имало добро пристанище, което е потвърдено от подводните проучвания в района. Предполага се, че тук се е намирала съобщената в Певтингеровата карта римска пътна станция Тера. Предполага се, че селището престава да функционира по време на варварските нашествия в VI-V век сл. Хр.

- Крепостта Вълчаново кале – разположена на връх с височина 100 m., но по-известна с наименованието Лъвската глава и се намира на около 2 km от устието на река Ропотамо. Географското положение ѝ създава изключителни стратегически преимущества – под нея тече дълбока плавателна река, свързана с морето и близо до естественото пристанище – залива Света Петка. Укреплението е ориентирано приблизително от четирите посоки на света и обхваща площ от 30 дка., което я прави най-голямата крепост по Меден рид. От южната и западната страна ѝ страна има стръмни скални откоси, където липсват крепостни съоръжения. Те се появяват между високите между 5 и 6 m. мегалитни валуни в източната и северната част, като валуните са включени в самата стена. Градежът е от плочест ломен камък без спойка, като на места фасадата е оформена с големи скални блокове, а пълнежът е от по-дребни камъни. Входът на крепостта е в източната стена и към него води път по седловината, който е защитен от двете страни, като от лявата е прикрита с излизаща напред под широк ъгъл стена, а дясната с висок мегалитен валун. Тази фортификационна особеност е позната най-рано в Източното Средиземноморие от укрепителната система на Троя и Микена. По време на археологическите експедиции, ръководени от проф. Александър Фол, учените се натъкват на множество керамични фрагменти във вътрешното пространство на Вълчаново кале, като най-ранните датират от началото на Желязната епоха. Съдейки по следите от постройки във вътрешността на фортификацията и керамичните фрагменти, екипът заключава, че калето е ползвано до края на XV век сл. Хр., почти без прекъсване. Археолозите идентифицират Вълчаново кале с отбелязаната в Хамбрийския надпис крепост Ранули. (През последните няколко години електронните медии наложиха това туристическо название на мястото като „древния град Ранули“, но тази идентификация е все още ненапълно доказана от българската археология, поради липса на щателни и последователни проучвания в района.) По време на научната експедиция през 1970-те научния екип регистрира и един от долмените, намиращ се на север от сакралната площадка на светилището Бегликташ. [12]

- Крепостта Малкото кале – заема малкото плато, образувано на връх, отстоящ на 5 km от Вълчаново кале по Меден рид. Стената е изградена от местен ломен камък без спойка и без изразена тенденция към редова зидария, дебела от 1,80 до 2,80 m. Тя следва очертанията на платото, включвайки както при Вълчаново кале, венеца от големи каменни валуни и цели скали. Заградена площ е около 4 декара и в нея се забелязват слаби следи от постройки. По повърхността на терена в крепостта археолозите през 70-те години откриват множество фрагменти от керемиди от типовете произвеждани в Аполония през IV – II век пр. Хр. Вероятно входът на крепостта е бил между два големи мегалитни валуна високи около 6 m. През 1960-те и 1970-те години заложените от археолозите сондажи дават отлични резултати, тъй като дебелият културен пласт наситен с керамични фрагменти от ранножелязната култура на Югоизточна Тракия. Характерна особеност на тази керамика, е че тя се отличава от тракийската керамика открита в долмените в Сакар, може да се посочи и това, че тя във всяко отношение представлява едно ясно продължение на керамиката от последната фаза на Бронзовата епоха. Формите на керамиката и особено възстановените или намерени цели съдове показват съвсем тясна връзка с откритата в Мала Азия култура в пласта на Троя, известен на археологическата наука като VII B2. Това, което е все още трудно да се изясни, е дали откритата керамика представлява една по-късна фаза на тази керамика, или просто откритите в Троя материали са само една периферна проява на същата тази култура. Няма съмнение обаче, че големите огнища на тази култура са в Югоизточна Тракия. Присъствието на същата тази керамика в долмените, както и изграждането на долмените и скалните гробници в този период е безспорно доказателство за това, че населението на тази област, в която се намират мегалитните гробници, е начело на развитието в Древна Тракия. [13]

- Пещерата – утроба (под Лъвската глава) – през лятото на 2012 г. доц.Николай Овчаров е поканен от Димитър Драгунов (жител на гр. Приморско) и екип на Нова телевизия с репортер Мария Цънцарова, за да му бъде показана неизвестна за българските археолози труднодостъпна пещера Утроба, намираща се под скалния феномен Лъвската глава на територията на Резерват Ропотамо. Откритието е заснето с две камери. Екипът се спуска през вертикален отвор между мегалитни валуни, откъдето изследователите донасят фрагменти от керамика, датирани от Ранножелязната епоха (Х-V век пр. Хр.), Античността и Средновековието. На заснетите кадри от вътрешността се вижда каменно ложе (олтар), издялан от човешка ръка. Според Овчаров, пещерата е естествено образувание, превърнато от древните траки в храм на слънцето. На заснетите кадри ярък слънчев лъч прониква през тясна цепнатина и пълзи по скалния под към олтара. Явлението се наблюдава точно по обяд и трае броени минути. (Подобно на наблюдаваното от Овчаров в недрата на Тангардък кая до с.Ненково през 2002 г.) За пореден път е доказана една от теоретичните идеи на проф. Александър Фол за съществуването на пещери-утроби, в които през определени времеви интервали прониква слънчев лъч и Богът-Слънце символично опложда Земята-Майка. Според Овчаров, Пещерата-утроба под Лъвската глава е поредното доказателство за впечатляващите астрономическите знания на древните траки.[14]

## Геоложки анализ
Бегликташ като геоложки феномен се описва за пръв път през 2013 г. в Годишника на минно-геоложкия университет „Свети Иван Рилски“ от Венелин Желев и Борис Вълчев. Според учените Бегликташ представлява естествен скален ансамбъл от сиенитни блокове с различни размери и форма, образувани in situ в резултат от сферичното изветряне на скалите на Росенския плутон. Съгласно класификацията на геоложките феномени, Бегликташ попада в групата на обектите с естетическа, научна, образователна и изследователска стойност, а според оригиналната българска методика за оценка на геоложки феномени, Бегликташ е феномен с национално значение.

## Бегликташ в популярната култура
Бегликташ съперничи по популярност сред българската общественост на другото импозантно древно светилище Белинташ, но без да се ползва с мрачната слава на последното.
Мястото често е наричано в медиите „Българският Стоунхендж“ („От хилядолетия край Приморско спи Българският Стоунхендж“ – тема на бр.4 на Списание Осем от април 2009 г.); не липсват и статии, лансиращи извънземни енергии („Извънземна енергия сбъдва желания на Беглик Таш“ публикация на Рая Лазарова в burgasutre.bg); някои редактори и електронни медии са още по-смели във фантазиите си – "На това място според посветени е бил вселенски вертикален портал, през който са се опитали нашественици – змиевидни да завладеят човешкия вид, но Тракийски Жрец, Посветен от Бялата Ложа, ги е спрял и запечатил портала…. Но пак ще се отвори.  и пр.
Бегликташ е посещаван често по времето на лятното слънцестоене, когато първите слънчеви лъчи преминават, оплождайки Утробата на Земята.
Според Алексей Шадрин – президент на Международната асоциация по регрисионна терапия за професионалисти, Бегликташ е бил един от важните духовни центрове на „антлантидите“.
Съществува иманярска легенда, че в района на светилището е скрито съкровището на Вълчан войвода.

## Социализация, опазване и консервация
През 1950-те години, по времето на тоталитарния режим, Бегликташ е ползван за каменоломна за направата на павета.
На територията на светилището има около десет на брой точки за кариерна дейност и добив на камъни. Добиваната суровина е ползвана от бившата държавна фирма „Бургаски каменни кариери“, която е произвеждала павета и бордюрни плочи от натрошената сиенитна скала. Мегалитните валуни са били едно от основните производствени пера за търговската дейност на фирмата. Павета, произведени от кариерата на Бегликташ, са съставна част на улиците и площадите в много черноморски общини. От тях са изградени площади в Истанбул и други турски градове. Валуните, които са били на места с твърде висока денивелация, за да бъдат спускани за транспорт към морето, са били изоставени. В района под центъра на светилището все още личат следите от натрошени и взривени валуни. Към средата на 1960-те години каменоломната е изоставена, защото денивелацията на терена не е удобна за извозване на готовия материал, а заливът Света Петка се е превърнал в любимо място за риболов на гостите на правителствена резиденция „Перла“.
По данни на Община Приморско от 2014 г. Бегликташ е посетен от 15 000 туристи през летния сезон на 2013 г.
Пред в. „Морски фар“ турският професор Енгин Бексач споделя, че Бегликташ и многото древно тракийски старини в пределите на България крият огромен потенциал, според него страната трябва да инвестира в изследването и социализирането на тези обекти.
Проф. Бексач посещава България в рамките на реализирането на проект за трансгранично сътрудничество „Tell Us About Thracians“ с водещ партньор Одринската камара на търговците и занаятчиите, и сътрудниците им от Бургаската регионална туристическа асоциация (БРТА). Очаква се в резултат на изпълнението на дейностите по проекта трансграничният регион да стане много по-привлекателен с древните тракийски обекти и култура.
Бегликташ привлича и често недобросъвестно внимание – Димитър Недев споменава в едно свое интервю за намерени свидетелства за неонацистки ритуал, който е бил извършен в местността до Бегликташ.
През месец юни 2006 г. по инициатива на Бургаския Археологически Музей и с помощта на Клуб Вромос и Офф Роуд Клуб Приморско на Беглик Таш са правени опити да се възстанови предполагаемото разположение на мегалитните блокове, които са оформяли т.нар „слънчев часовник“, като за целта са мобилизирани няколко моторни превозни средства.
Според инж.Любомир Цонев – такива манипулации имат непоправими последици за самите обекти, защото ги лишават от автентичност, унищожават като научни обекти, понеже ги лишават от оригиналния контекст и при преноса завинаги се премахва възможността в бъдеще да се извърши датировка на мегалитните обекти по метода на оптически симулираната луминисценция.
Подобни инициативи като „възстановяване“ на археологически обекти чрез преместване или пренареждане на артефакти хвърля сериозна сянка на съмнение относно „научните методи“, използвани от българските археолози.
Острите реакции срещу нарушаването на методиката на археологическите проучвания от някои български археолози сериозно увреждат репутацията на Българската археологическа наука през 2006 г., когато Европейската асоциация на археолозите изпраща писмо до проф. Васил Николов (председател на Съвета за теренни проучвания), в което изразява дълбоко съмнение, че Георги Китов работи с методи, които не отговарят на XXI век.

## Пътеводител
Местността Беглик Таш е на около 6 km. в северна посока от гр. Приморско – в района на правителствената резиденция „Перла“. Откриването на пътя е трудно, защото липсват достатъчно указателни табели. На влизане в гр. Приморско се шофира по посока на Северния плаж. Минава се близо до конна база, по пътя, успореден на Северния плаж. След спортното съоръжение пътят завива наляво на северозапад и навлиза в широколистна букова гора. От този участък до самата местност водят стрелки, изписани върху асфалта с бяла боя, видими добре от мястото на водача.
Подминават се няколко разклонения. Пътят прави няколко резки завоя и стига до разширение – паркинг. Дотук може да се стигне с лека кола по добре запазения асфалтов път. От паркинга до същинското светилище Беглик Таш има черен път дълъг около 1 km. Пътят е прорязан от дълбоки коловози. Преодолява се само с високопроходим автомобил в дъждовно време. При влажно време преминаването с автомобил се превръща в изпитание за шофьора и машината. Пеша разстоянието се изминава за 20 минути.